# Шешма (приток Вазузы)
Шешма — река в Тверской области России.
Длина реки составляет 39 км, площадь водосборного бассейна — 193 км². Протекает на юге области по территории Зубцовского района. Берёт начало в лесах у границы со Смоленской областью, верхнее течение — в лесной болотистой зоне. Общее направление течения — северо-западное. Впадает в реку Вазузу в городе Зубцове, в 1 км от её устья по правому берегу.
Приток — Малая Шешма (левый, длина 12 км).
В районе деревни Григорово расположена небольшая плотина.

## Населённые пункты
Вдоль течения реки расположены населённые пункты Вазузского сельского поселения — деревни Покров, Коськово, Рыльцево, Абрамково, Казаркино, Козлово, Карпово, Кузьминово, Зубово, Каргашино, Чичаково, Григорово, Никольское, Бубново, Серговское, Игубново, Батаково, Логвино, Тимонино и Мозжарино.

## Данные водного реестра
По данным государственного водного реестра России относится к Верхневолжскому бассейновому округу, водохозяйственный участок реки — Вазуза от истока до Зубцовского гидроузла, без реки Яуза до Кармановского гидроузла, речной подбассейн реки — Волга до Рыбинского водохранилища. Речной бассейн реки — (Верхняя) Волга до Куйбышевского водохранилища (без бассейна Оки).
Код объекта в государственном водном реестре — 08010100312110000001487.